# MCLinux
μCLinux amb μ de micro, Linux per a MicroControladors (o uCLinux pel nom de la web) és un projecte que ofereix una versió de Linux per a ordinadors sense MMU (unitat de gestió de memòria) o amb MMU desactivada (per evitar els retards per "manques" en la paginació de memòria en Sistemes de Temps Real).